# Matías Medrano
Matías Medrano (Argentina, 19 de diciembre de 2003) es un jugador profesional argentino de rugby que se desempeña en la posición de pilar izquierdo en Pampas, equipo perteneciente a la liga Super Rugby Américas.

## Carrera
Medrano comenzó su carrera deportiva con el equipo Club Regatas de Bella Vista. En 2023 se unió a Pampas, donde lleva jugando dos temporadas. También fue parte de la Selección juvenil de rugby de Argentina.